# Kevin Scarce

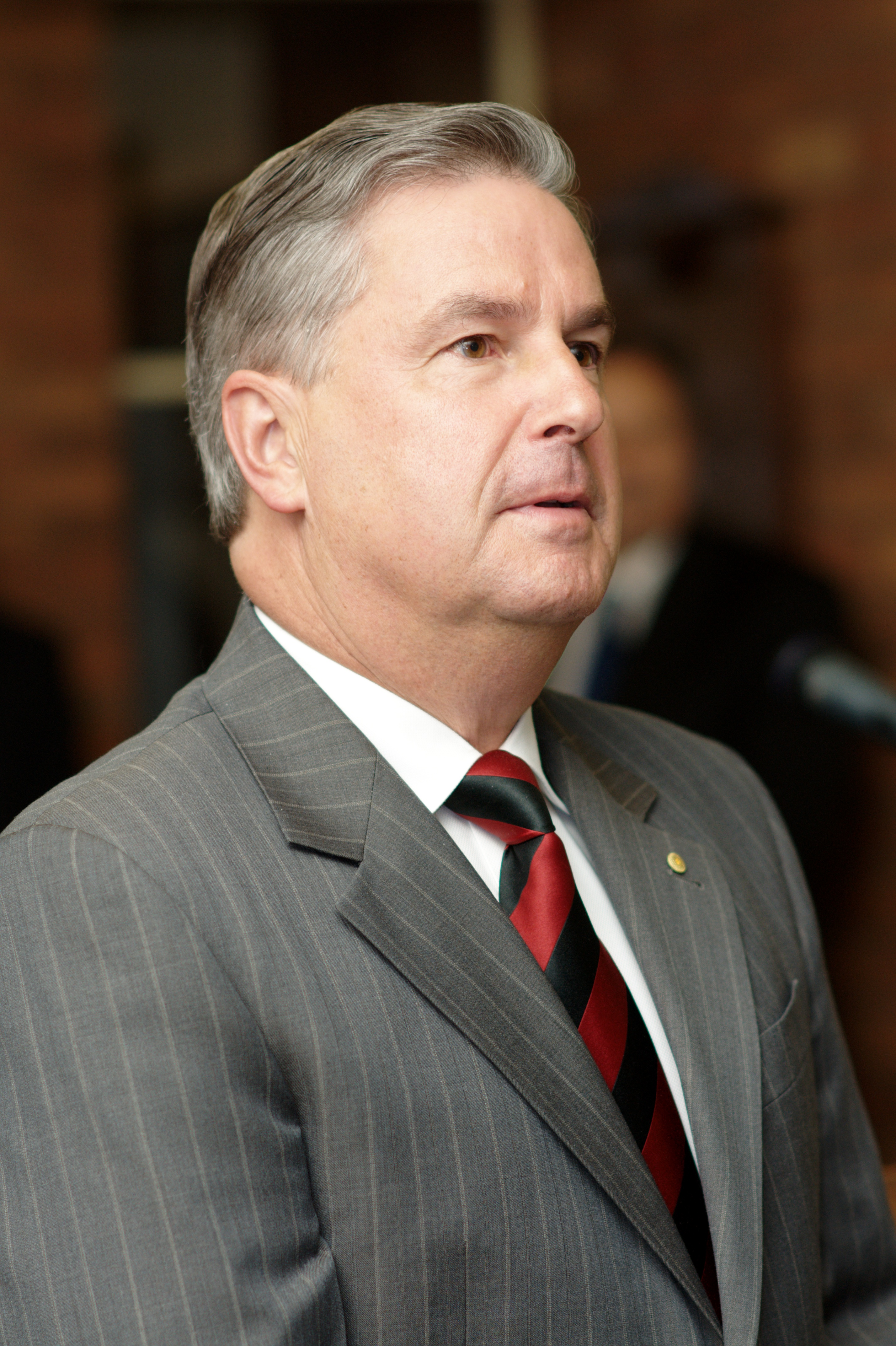
Kevin Scarce (2008)

Kevin John Scarce (* 4. Mai 1952 in Adelaide, Australien) ist ein australischer Konteradmiral a. D. und ehemaliger Gouverneur von South Australia.

## Leben
Scarce verbrachte seine Kindheit in Woomera und ging 1968 zur australischen Marine. Er nahm an Bord des Flugzeugträgers HMAS Sydney am Vietnamkrieg teil. 1975 heiratete er Elizabeth Anne Taylor.
Nach dem Vietnamkrieg machte er Karriere auf verschiedene Posten innerhalb des Nachschubs und wurde zum Konteradmiral befördert. Von 1995 bis 1997 war er Leiter des wichtigsten Ausbildungsbasis der australischen Navy, der HMAS Cerberus.
Am 3. Mai 2007 wurde bekannt gegeben, dass Scarce zum nächsten Gouverneur von South Australia ernannt wird, obwohl er sich mehrfach als Befürworter der Umwandlung Australiens in eine Republik geäußert hatte. Bei seiner Ernennung am 8. August war er der jüngste Gouverneur, den South Australia je hatte.

## Auszeichnungen
- Conspicuous Service Cross (1994)
- Member of the Order of Australia (2001)
- Officer of the Order of Australia (2004)
- Companion of the Order of Australia (2008)
- Ehrendoktorwürde der Flinders University (2009)